# Parmelia testacea
Parmelia testacea är en lavart som beskrevs av Stirt. Parmelia testacea ingår i släktet Parmelia och familjen Parmeliaceae.   Inga underarter finns listade i Catalogue of Life.